# Лијеви Дегој
Лијеви Дегој је насељено место у општини Покупско, у Туропољу, Хрватска. До нове територијалне организације у Хрватској место је припадало бившој великој општини Велика Горица.

## Становништво
| Националност       | 1991.       |
| Хрвати             | 88 (98,87%) |
| Срби               | 0           |
| Југословени        | 0           |
| остали и непознато | 1 (1,12%)   |
| Укупно             | 89          |